# Josué Quijano
Josué Abraham Quijano Potosme (Masaya, 10 de marzo de 1991) es un futbolista nicaragüense que juega como defensa en el Real Estelí

## Participaciones en Copa Centroamericana
| Copa                      | Sede       | Resultado     |
| ------------------------- | ---------- | ------------- |
| Copa Centroamericana 2011 | Panamá     | Primera Ronda |
| Copa Centroamericana 2013 | Costa Rica | Primera Ronda |

## Clubes
| Copa               | Sede      | Año         |
| ------------------ | --------- | ----------- |
| CD Walter Ferretti | Nicaragua | 2011 - 2015 |
| Real Estelí FC     | Nicaragua | 2015 - Act. |